# گرت (واشینگتن)
گرت (به انگلیسی: Garrett) یک منطقهٔ مسکونی در ایالات متحده آمریکا است که در شهرستان والا والا، واشینگتن واقع شده‌است. گرت ۵٫۵ کیلومتر مربع مساحت و ۱٬۴۱۹ نفر جمعیت دارد و ۲۳۴ متر بالاتر از سطح دریا واقع شده‌است.